# 奥利安 (纽约州)
奥利安（英語：Olean）是位于美国纽约州卡特罗格斯县的一个镇，地处卡特罗格斯县东南部，紧邻奥利安市。2010年美国人口普查时，该镇有1963人。奥利安镇建于1808年，是卡特罗格斯县最早的镇。其名称来源于拉丁语中的（意为“油”，指伊什威附近发现的原油）。